# 仁保城
仁保城（にほじょう）もしくは仁保島城（にほじまじょう/にほしまじょう）は、広島県広島市南区の黄金山山頂近くにあった日本の城（山城）。

## 概要
仁保城が存在した当時、現在の広島市中心部（太田川下流のデルタ部）の大部分は海中に没していた。したがって当時の黄金山も江波、比治山、宇品島（元宇品）、向洋などと同様、広島湾に浮かぶ島のひとつであり、仁保島と呼ばれていた。この島は広島湾頭の要害のひとつとして重要拠点になっており、山頂に仁保城が築かれていた。

## 遺構
仁保城は連郭式の山城で、本丸・二の丸・三の丸からなっていた。城の起源は不明であるが、室町時代後期にはすでに存在していたといわれる。現在のテレビ塔（広島親局送信所#黄金山）が建てられている辺りと伝えられているが、遺構がほとんど消滅しており詳細は不明である。黄金山頂近くに本丸・二の丸の石垣、山頂に連なる北東の丘陵（北大河町付近?）に出丸の石垣が残っているといわれる。

## 歴史
戦国時代、広島湾では安芸国守護であった武田氏と周防の大内氏の勢力が激しく争っており、仁保城は武田氏の警固衆（水軍）である白井氏の支城の1つであったとされる。明応4年（1495年）、当主・光胤が武田氏からその警固を命じられている。当初白井氏は安芸国の国衙があった府中（現在の府中町）に出張城を築き、そこを本拠地としていたようであるが、戦略的な都合から次第に広島湾頭に近い仁保城を本拠地とするようになったといわれる。
武田氏滅亡後、周防では大内義隆が陶晴賢に討たれていた（大寧寺の変）が、天文23年（1554年）5月になると毛利元就が晴賢と決別した（防芸引分）。当時の仁保城主白井賢胤は親陶の立場だったため、安芸における陶氏側勢力を駆逐し始めた毛利氏の標的となり、同月中旬までに仁保城を追われることとなる。仁保城を奪取した元就は、やはり武田旧臣で水軍の将であった香川光景を仁保城の城番とした。
翌24年（1555年）になると、3月に毛利方から離反していた矢野城主野間隆実と共に白井賢胤の軍勢が仁保城を攻めるが、奪回には至らなかった。また7月には、陶家臣三浦房清が水軍500を率いて攻めたが、香川光景は200の手勢で撃退したと伝えられている（仁保島合戦）。
その後、天正19年（1591年）までに毛利家臣の三浦元忠が仁保城を有することになった。元忠は黄金山北側中腹（現在の仁保中学校西隣）に菩提寺として観音寺を開き、この寺に元忠のものと伝える墓が残っている。その後の廃城などの経緯については明らかではない。

## 関連書籍
- 仁保村役場『仁保村志』 1929年
- 広島市立仁保小学校『かおり：創立百周年記念誌』 1972年
- 『広島県の地名』（日本歴史地名大系 第35巻） 平凡社、1982年
- 『角川日本地名大辞典 第34巻：広島県』 角川書店、1987年 ISBN 4040013409